# Opisthoxia saturniaria
Opisthoxia saturniaria är en fjärilsart som beskrevs av Herrich-Schäffer 1858. Opisthoxia saturniaria ingår i släktet Opisthoxia och familjen mätare. Inga underarter finns listade i Catalogue of Life.